# Aruncus vulgaris
Aruncus vulgaris là loài thực vật có hoa trong họ Hoa hồng. Loài này được Raf. mô tả khoa học đầu tiên năm 1838.